# الوردة البيضاء (فلم)
الوردة البيضاء فيلم مصري بالأبيض والأسود صدر عام 1933، مع ظهور الأفلام الناطقة، وهو فيلم دراما مصري من إخراج محمد كريم و أول فيلم من بطولة الفنان المصري محمد عبد الوهاب الذي قام بإنتاجه أيضًا. كتب فكرة الفيلم محمد متولي، والحوار لسليمان نجيب وتوفيق المردنلي، والألحان والغناء لمحمد عبد الوهاب. صُورت العديد من مشاهد القصة في استوديو توبيس في باريس وتم تسجيلها على آلات توبيس كلانج فيلم. وهذا الفيلم هو ثاني فيلم غنائي مصري (بعد فيلم أنشودة الفؤاد).

## قصة الفيلم
رجاء (سميرة خلوصي) يتيمة الأمّ وابنة إسماعيل بك (سليمان نجيب) ولا تطيق زوجة أبيها الجديدة فاطمة هانم (دولت أبيض). جلال (محمد عبد الوهاب) يتيم الأمّ والأب ولم يكمل تعليمه فيلجأ إلى إسماعيل بك للحصول على الدعم، مما يسمح له بالعمل تحت إشراف خليل افندي الباشكاتب (محمد عبد القدوس). شفيق بك (زكي رستم) شقيق فاطمة هانم يتودد إلى رجاء بتشجيع من أخته التي تحثه على الزواج منها لأنها تملك "مال وجمال". لكن جلال ورجاء يبدآن في الوقوع في الحب، إلى أن يمسك بهما شفيق ويشي بهما إلى إسماعيل بك. والد رجاء يطرد جلال، الذي يشرع بعد ذلك في مهنة الغناء. تستمر رجاء في مقابلته سرّاً. وعندما ترفض عرض الزواج من شفيق، تعترف أخيرًا لوالدها بحبها لجلال، ثمّ يستعين شفيق بشريك يوهم رجاء بأن جلال قد ذهب مع امرأة أخرى. في حالة يأس، تقبل رجاء الزواج من شفيق. ويعلم جلال بقرب زواجهما من خليل افندي، فيغرد يائسًا أمام بوابات العرس.

## أغاني الفيلم
- 24 دقيقة : يا وردة الحب الصافي، كلمات: أحمد رامي.
- 38 دقيقة : سبع سواقي.
- 61 دقيقة : جفنه علم الغزل، كلمات: بشارة الخوري
- 64 دقيقة : ناداني قلبي إليك، كلمات: أحمد رامي.
- 70 دقيقة : يا لوعتي يا شقايا، كلمات: أحمد رامي.
- 81 دقيقة : النيل نجاشي ، كلمات: أحمد شوقي.
- 109 دقيقة : يا اللي شجاك الأنين، كلمات: أحمد رامي.
- 115 دقيقة : ضحيت غرامي، كلمات: أحمد رامي.

## الاستقبال
وقد حقق الفيلم نجاحًا كبيرًا، إذ امتد عرضه ستة أسابيع. بسينما رويال بوسط القاهرة. حقق الفيلم ربع مليون جنيه بسبب طول مدة عرضه وشعبيته.

## عن الفيلم
تقول القصة إن مشايخ الأزهر استاؤوا من المشهد الذي يقبل فيه عبد الوهاب البطلة وهو يرتدي الطربوش، الرمز الوطني للبلاد، إذ اعتبروه إهانة للأمة.
دعا محمد عبد الوهاب صديقه الأعمى الدكتور طه حسين لحضور عرض فيلمه، وهمست له زوجته الفرنسية بما دار على الشاشة من أحداث، ولاحقًا كتب الدكتور طه حسين " شاهدت فيلم الوردة البيضا"، ولم يقل "سمعت" فتيقن محمد عبد الوهاب أن "هذا الرجل يملك البصيرة بالرغم من أنه فاقد البصر."
وكتب الدكتور طه حسين في مقال في جريدة الأهرام: أن فيلم الوردة البيضا يعتبر حدثا كبيرا في تاريخ الغناء العربي والسينما العربية التي ستبلغ أعلى المراتب إذا اقتحم ميدانها رجال عباقرة أمثال المخرج محمد كريم والمطرب محمد عبد الوهاب الذى هزني من الأعماق وهو يغني روائعه في الفيلم".

## روابط خارجية
- مقالات تستعمل روابط فنية بلا صلة مع ويكي بيانات